# 큰부리큰기러기
큰부리큰기러기는 기러기목 오리과에 속하는 겨울철새이다.

## 생김새
전체적으로 큰기러기와 유사하다. 큰기러기와 달리 부리가 길고 이마와 부리의 경사가 비교적 완만하다.

## 생태
스칸디나비아 북부에서 아나디리까지 번식하고 유럽 동북부, 중국 동부, 한국, 일본 등에서 월동한다. 툰드라 남쪽에 침엽수가 자라는 산림 지대와 나무가 드문드문 자라는 모래, 자갈이 있는 고지대의 하천, 호수에서 번식한다. 수생식물이 무성한 습지를 선호하고 뿌리, 줄기 등을 먹는다. 

## 분류
과거에는 큰기러기와 큰부리큰기러기를 같은 종으로 보았으나 최근에는 별개의 종으로 보고 있다.